# Władysław Edward Kronenberg
Władysław Edward Kronenberg (ur. 27 czerwca 1848 w Warszawie, zm. 16 kwietnia 1892 w Cannes) – polski inżynier, przemysłowiec i kompozytor żydowskiego pochodzenia.

## Życiorys
Władysław Edward Kronenberg urodził się jako syn bankiera Leopolda Stanisława Kronenberga (1812-1878) i Ernestyny Rozalii Leo (1827-1893), córki Leopolda Augusta Leo. Miał pięcioro rodzeństwa: Stanisława Leopolda, Leopolda Juliana, Teklę Julię, Marię Różę i Różę Marię Karolinę. Jego rodzice przyjęli chrzest w wyznaniu ewangelicko-reformowanym i w tym wyznaniu wychowywali swoje dzieci, w tym Władysława.
Ukończył studia na École Centrale Paris. Po powrocie do Polski został członkiem Towarzystwa Drogi Żelaznej Warszawsko-Terespolskiej i Nadwiślańskiej. Był założycielem i wydawcą warszawskiego Przeglądu Technicznego.
W 1879 roku zakupuje, od Tekli Rapackiej, folwark Ożarów.
W 1883 w osadzie Ostatni Grosz pod Częstochową rozpoczął budowę fabryki włókienniczej, którą niedługo później sprzedał austriackiej firmie Hielle i Ditrich. Powodem była nierentowność przedsięwzięcia. Ostatecznie fabrykę pod nazwą „Błeszno” uruchomiono w roku 1885 i przed I wojną światową była jedną z największych fabryk w Królestwie Polskim.
Po niepowodzeniu w budowie zakładów pod Częstochową porzucił działalność przemysłową i osiadł w Paryżu, gdzie został kompozytorem. Tworzył głównie pieśni patriotyczne. W 1881 roku założył Warszawskie Towarzystwo Muzyczne i był jego prezesem do roku 1885.
Był żonaty z Małgorzatą Łucją Chevreau (ur. 1859), z którą miał córkę Marię Władysławę (1882-1914), żonę Józefa Rajmunda Anny Marii hrabiego de Maistre.
Zmarł w Cannes i został pochowany na cmentarzu ewangelicko-reformowanym w Warszawie (kwatera E-2-3). Warszawskiemu Towarzystwu Dobroczynności zapisał w spadku 250 tysięcy rubli.

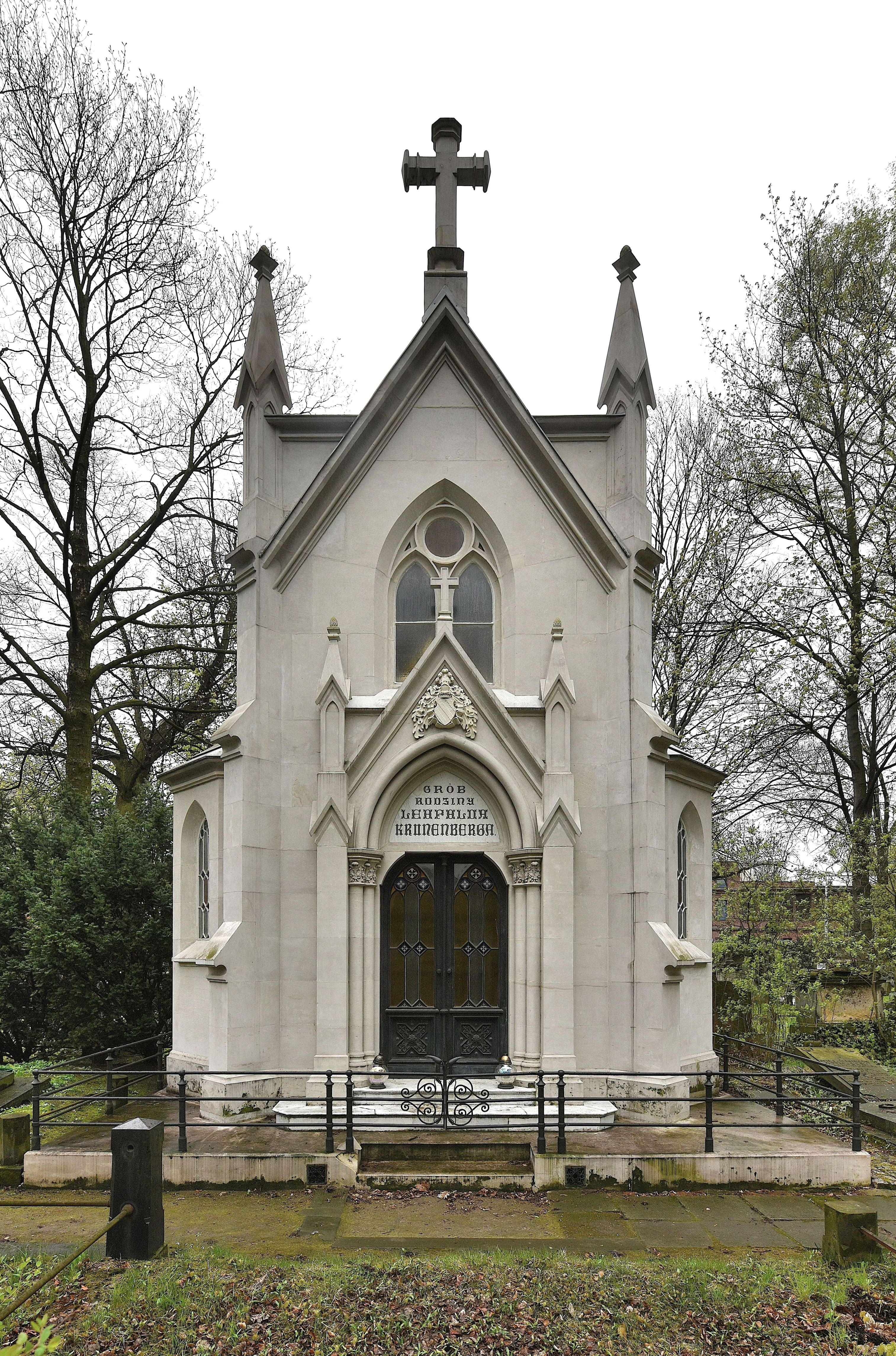
Kaplica rodzinna Kronenbergów na cmentarzu ewangelicko-reformowanym przy ul. Żytniej w Warszawie